# Валлаби Парри
Валлаби Парри (лат. Notamacropus parryi, или Macropus parryi) — вид сумчатых семейства кенгуровых. Назван в честь английского исследователя Вильяма Парри (1790—1855).

## Среда обитания
Эндемик Австралии. Живёт на северо-востоке штата Квинсленд и на севере штата Новый Южный Уэльс на высотах от 0 до 1400 м над уровнем моря.

## Внешний вид
Бледно-серый кенгуру с белыми полосами на лице и очень длинным крепким хвостом. Хвост животного часто равняется или превышает длину его тела и головы, вместе взятых. Длина самцов этого вида от 70 до 93 сантиметров, длина самок от 65 до 75 сантиметров. Вес самцов от 14 до 26 килограмм, вес самок от 7 до 15 килограмм.

## Образ жизни и питание
Самый дневной из видов рода. Во время сезона с высокой температурой питается только рано утром и поздно вечером, скрываясь под листьями во время температурного пика. В зимние месяцы питается в любое время дня. Рацион составляют травы, папоротники и травянистые растения. В жаркую погоду валлаби Парри часто облизывает свои лапы, чтобы держать их в прохладе. Стадный, живёт в группах до 50 животных с внутренними подгруппам по 10 особей.

## Размножение
Валлаби Парри рождает одного детёныша. Могут размножаться в течение года. Средний период беременности 36,3 дня. Новорожденные имеют массу около одного грамма. Первое появление детеныша из сумки происходит на 240 день, лактация длится 450 дней. В отличие от других видов кенгуру, у которых мать принудительно удаляет своё потомство, когда наступает время, детеныши валлаби Парри оставляют защитную сумку сами. Половая зрелость наступает в 18—29 месяцев.

## Фотогалерея

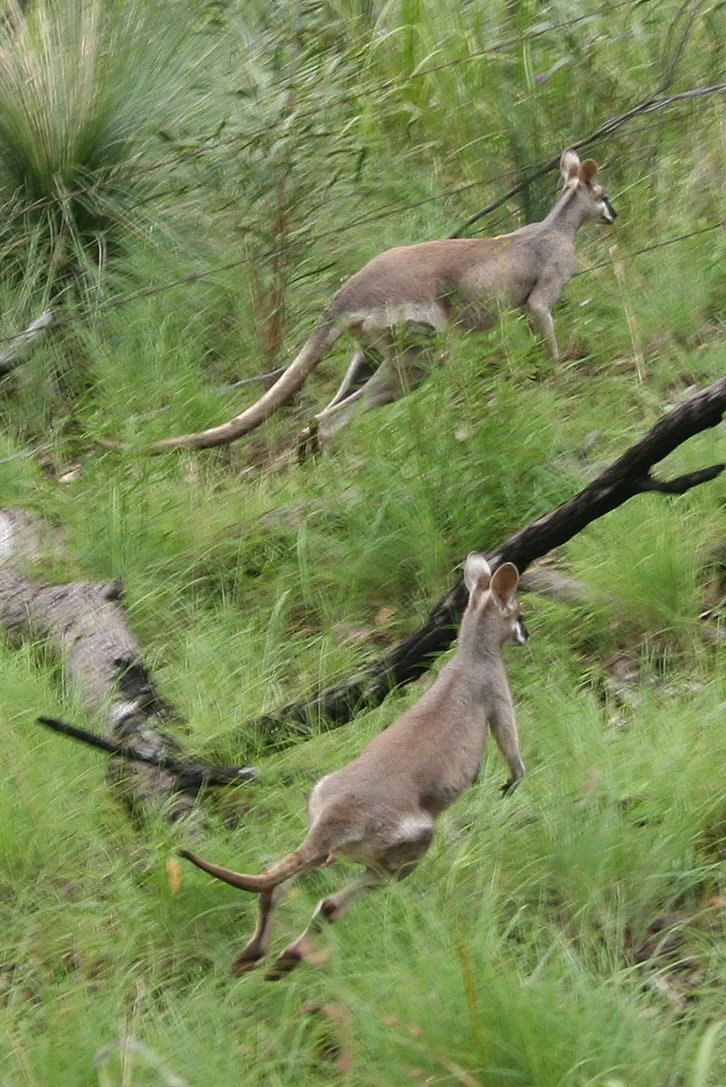
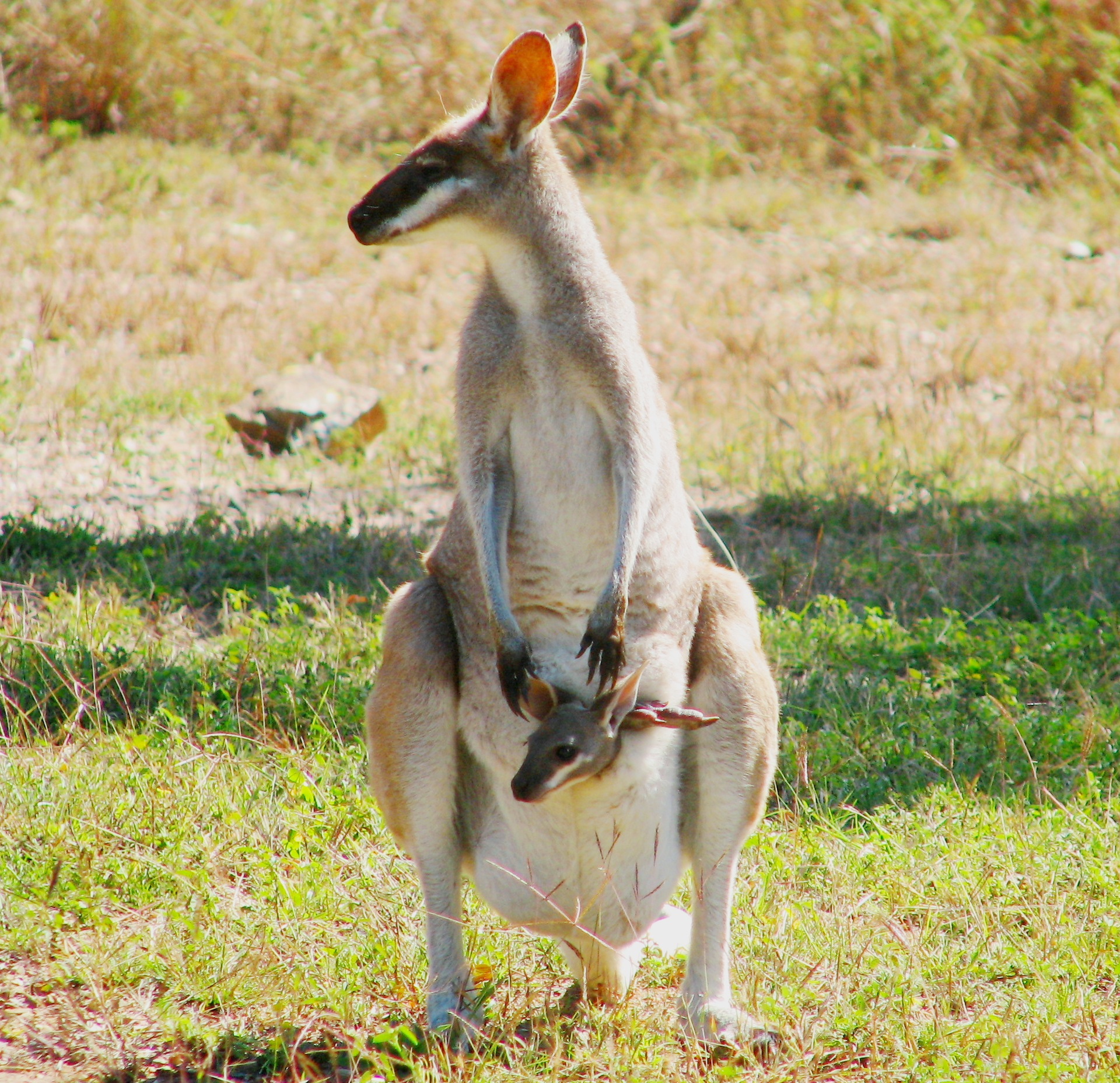
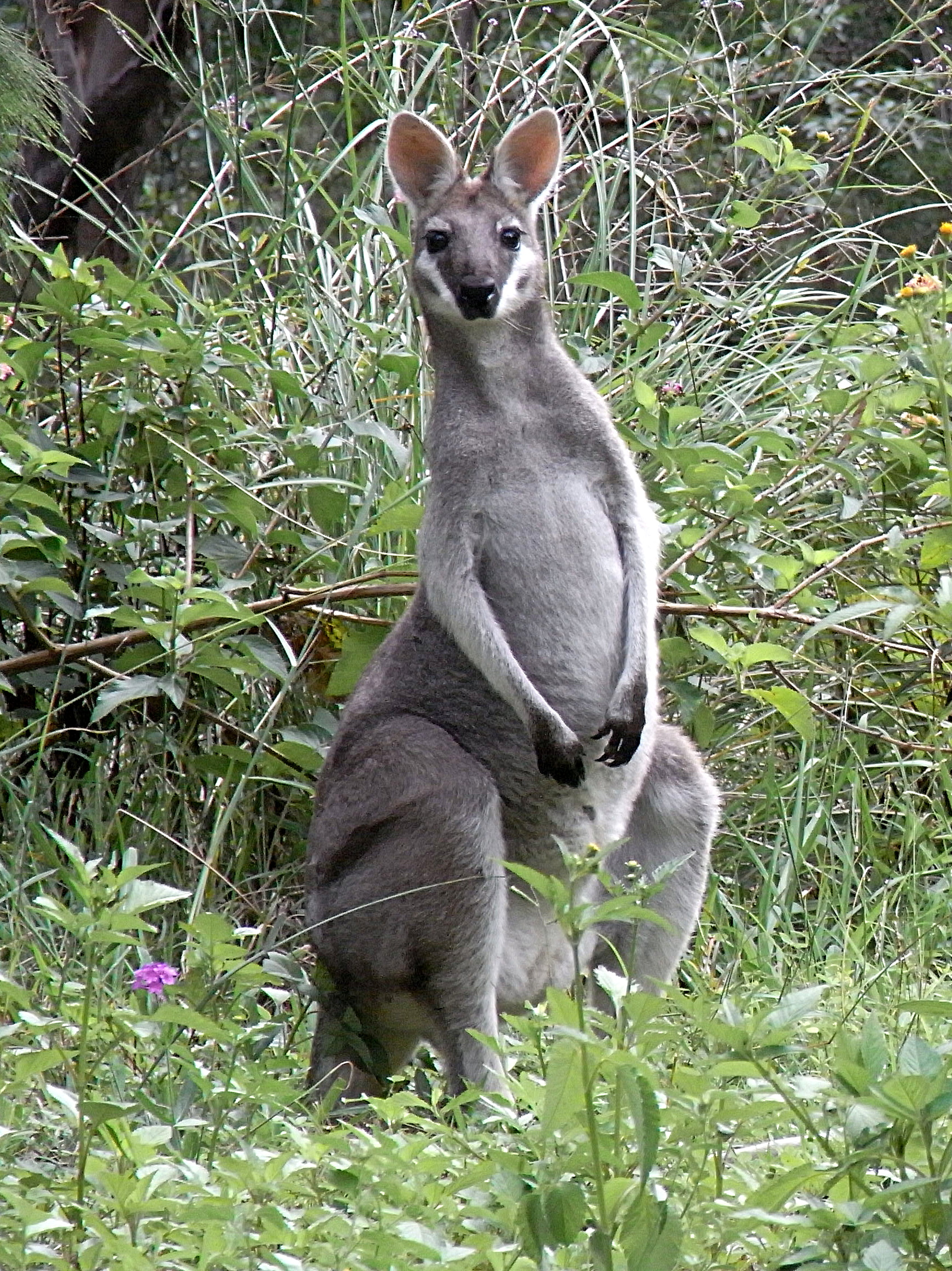
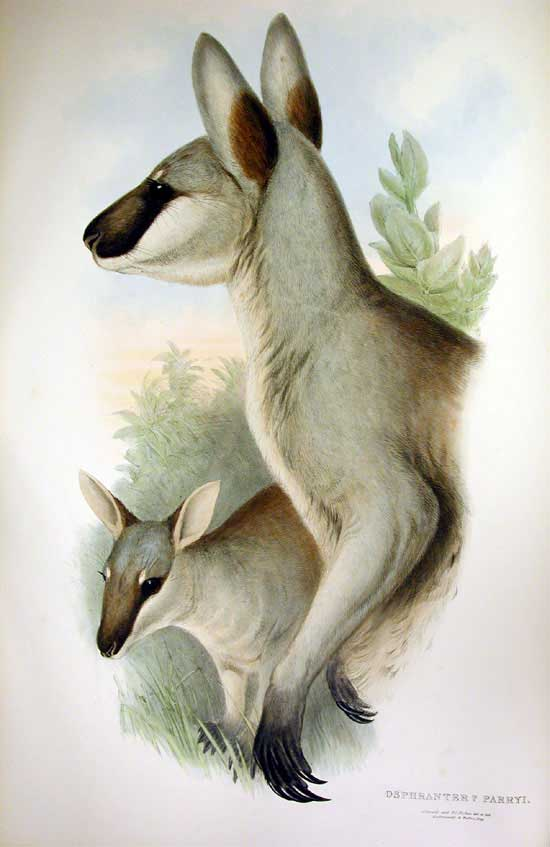